# Clare Griffiths
Pour les articles homonymes, voir Griffiths.
Clare Griffiths est une statisticienne britannique qui dirige le tableau de bord COVID-19 du Royaume-Uni à la UK Health Security Agency (en), anciennement connue sous le nom de Public Health England. Elle est spécialisée dans les statistiques de mortalité. Pendant la pandémie de Covid-19, Griffiths a fourni les statistiques COVID quotidiennes pour le Royaume-Uni.

## Formation
Griffiths a d'abord étudié les sciences humaines au University College de Londres. Elle a déménagé à la London School of Hygiene and Tropical Medicine en tant qu'étudiante diplômée, où elle a obtenu un baccalauréat en sciences humaines.

## Carrière
En 1998, Griffiths a rejoint l'Office for National Statistics. Elle a été responsable de l'analyse de la mortalité à l'Office des statistiques nationales à partir de 2004.
Griffiths a rejoint Public Health England en 2013. Elle a été nommée responsable de la profession de statistique en 2019. Au début de la pandémie de Covid-19, Griffiths a été invitée à rejoindre l'équipe du tableau de bord COVID-19,. Elle a dit qu'avant même d'être interrogée, elle avait déjà commencé à se demander comment les mégadonnées pourraient être utilisées pour éclairer les politiques publiques. Elle est devenue responsable du tableau de bord COVID du gouvernement du Royaume-Uni, qui rapportait des données sur le nombre quotidien de cas, de décès et de vaccinations. Les données sont publiées quotidiennement à 16h00,.
En 2021, le journal I a décrit le tableau de bord de Griffiths comme étant plus clair et détaillé que tout autre tableau de bord COVID.

## Publications (sélection)
- (en) Jean-Marie Robine, Siu Lan K. Cheung, Sophie Le Roy, Herman Van Oyen, Clare Griffiths, Jean-Pierre Michel et François Richard Herrmann, « Death toll exceeded 70,000 in Europe during the summer of 2003 », Comptes Rendus. Biologies, Académie des sciences, vol. 331, no 2,‎ février 2008, p. 171-178 (ISSN 1631-0691 et 1768-3238, OCLC 49200702, PMID 18241810, DOI 10.1016/J.CRVI.2007.12.001).
- (en) Wild SH, Colin Fischbacher, Brock A, Griffiths C et Bhopal R, « Mortality from all causes and circulatory disease by country of birth in England and Wales 2001-2003 », Journal of Public Health, OUP et Springer Science+Business Media, vol. 29, no 2,‎ 24 avril 2007, p. 191-198 (ISSN 1741-3842, 1741-3850, 0957-4832 et 1464-3782, OCLC 612530974, PMID 17456532, DOI 10.1093/PUBMED/FDM010).
- (en) Howard Meltzer, Clare Griffiths, Anita Brock, Cleo Rooney et Rachel Jenkins, « Patterns of suicide by occupation in England and Wales: 2001-2005 », British Journal of Psychiatry, Royal College of Psychiatrists (d) et Cambridge University Press, vol. 193, no 1,‎ 1er juillet 2008, p. 73-76 (ISSN 0007-1250 et 1472-1465, OCLC 1537306, PMID 18700224, DOI 10.1192/BJP.BP.107.040550).